# Tachinus corticinus
Tachinus corticinus ist ein Käfer aus der Familie der Kurzflügler. Die Gattung Tachinus ist in Europa mit zweiundzwanzig Arten vertreten, in Mitteleuropa mit achtzehn Arten. Im Catalogue of life werden 252 lebende Arten gelistet.

## Bemerkung zum Namen und Synonymen
1802 erschien das Buch des erst 24-jährigen Carl Gravenhorst, in dem er auf über 200 Seiten in lateinischer Sprache die europäischen Kurzflügler beschrieb, die sich in Sammlungen in Braunschweig (von Johann Hellwig, von Graf von Hoffmannsegg und von Knoch) befanden. Gravenhorst teilte die Kurzflügler, die er 'Coleoptera Microptera' (kleinflüglige Käfer) nannte, mit einem Bestimmungsschlüssel in vierzehn Gattungen, die er teilweise ebenfalls als Erster beschrieb. Auch die Gattung Tachinus und die Art Tachinus corticinus wurden erstmals in diesem Buch von Gravenhorst beschrieben. Den Namen Tachinus corticinus übernahm er aus der Sammlung von Knoch und er beschrieb 5 Farbvarianten der Art. Zwei Nummern hinter Tachinus corticinus beschrieb Gravenhorst die Art Tachinus collaris, wobei er auch diesen Namen aus der Sammlung von Knoch übernahm. Gyllenhaal stellte 1810 fest, dass die beiden Käfer zur gleichen Art gehören, T. cortinus und T. collaris werden als Synonyme geführt. Zetterstedt beschrieb 1828 aus Lappland den Käfer Tachinus flavellus, den Erichson 1839 als zur gleichen Art gehörig erkannte.
Der Gattungsname Táchinus ist von altgriechisch ταχινός tachinós, deutsch ‚schnell, flink‘ abgeleitet und bezieht sich auf die Fortbewegung; der Artname corticinus von lat. corticīnus bedeutet „an Rinde lebend“. Allerdings ist der Käfer hauptsächlich am Boden zu finden. Der Artname collaris von lat. colla für „Hals“ bezieht sich auf den häufig rötlicheren Halsschild, der Artname flavellus (lat. „gelblich“) benennt die im Vergleich zu der von Gravenhorst beschriebenen collaris hellere Färbung.

## Merkmale des Käfers
Der Käfer hat eine Länge von drei bis vier Millimetern. Der Körper ist flach und kahnförmig. Die Flügeldecken sind für einen Kurzflügler relativ lang, länger als der Halsschild und ungefähr so lang wie der unbedeckte Hinterleib. (Die Segmente des Hinterleibs kann der Käfer teilweise verkürzend ineinander schieben, deswegen ist seine Länge variabel.) Der Hinterleib verschmälert sich von der Basis an nach hinten. Die Oberseite des Käfers ist deutlich und ziemlich dicht punktiert, dabei ist die Punktierung von Halsschild, Flügeldecken und Hinterleib etwa gleich dicht und markant, am Kopf ist sie feiner. Nur der Hinterleib ist behaart, und nur sehr spärlich. Außerdem befinden sich am Ende des Hinterleibs einige Tastborsten. Der Käfer ist schwarzbraun bis rotbraun. Dabei können Kopf, Halsschild und Hinterleib sich farblich unterscheiden.
Der Kopf ist viel schmaler als der Halsschild und bis zu den wenig gewölbten Augen in den Halsschild zurückgezogen. Die Schläfen sind nicht kantig, sondern abgerundet. Die elfgliedrigen Fühler sind fadenförmig und ab dem fünften Glied behaart. Sie sind gegen die Spitze leicht und allmählich verdickt, das Endglied ist eiförmig. Die Fühler überragen nach hinten den Halsschild. Sie sind am Vorderrand des Kopfes oberhalb der Mandibelbasis eingelenkt. Die Oberlippe ist breit und nach vorn ausgerandet. Die dreieckigen Oberkiefer enden stumpf und sind innen in einem Saum fein bewimpert. Die viergliedrigen Kiefertaster (in Abb. 1 gut sichtbar) sind fadenförmig, das Basisglied ist klein und kurz, die folgenden nur wenig länger, das Endglied etwas länger und zugespitzt. Der Lippentaster ist dreigliedrig und fadenförmig. Das erste Glied ist wenig länger als das zweite, das Endglied ist gleich lang wie das erste, etwas dünner und leicht zugespitzt.
Der Halsschild verdeckt von oben die Schenkel der Vorderbeine völlig. Der Halsschild ist glänzend, breiter als lang, und seitlich fein gerandet. Er verengt sich nach vorn auf die Breite des Kopfes. Kurz vor der Basis ist er etwas breiter als die Flügeldecken.
Das Schildchen ist dreieckig mit abgerundeter Spitze und gleichfarbig wie die Flügeldecken. Es ist nur sehr schwach punktiert.
Die Flügeldecken sind grob rechteckig, hinten sind sie nur wenig breiter als an der Basis. Sie sind glatt und glänzend, die Punktierung ist unregelmäßig und lässt keinen Streifen entlang der Naht erkennen. Die Flügeldecken zeigen keinen Längseindruck. Die Epipleuren sind stark nach unten abgewinkelt, und nur von der Seite zumindest teilweise sichtbar.
Man findet sowohl flugfähige Exemplare mit voll ausgebildeten Hautflügeln als auch brachyptere Exemplare mit reduzierten Hautflügeln ohne Flugvermögen.
Alle Tarsen sind fünfgliedrig und kurz, die drei Basisglieder der Vordertarsen sind bei den Männchen verbreitert (in Abb. 1 gut sichtbar). Die Krallen sind groß, spitz und gekrümmt. Bei beiden Geschlechtern sind die Hintertarsen kürzer als die Schienen, das erste Glied der Hintertarsen ist nur wenig länger als das zweite (Abb. 2). Die Vorderschienen sind kaum kürzer als die Vorderschenkel und zu den Tarsen hin nicht auffällig erweitert. Die Vorderhüften sind stark entwickelt. Die Schenkel des mittleren Beinpaars haben einen kleinen Enddorn. Alle Schienen tragen zerstreut Stacheln und enden mit mehreren kräftigen Stacheln.
Bis zum 4. sichtbaren Segment ist der Hinterleib seitlich breit nach oben abknickend gerandet. Bis zu vier der ersten freiliegenden Tergite sind nahe der Mitte mit einem Paar sehr kleiner, unauffälligen, nebeneinander liegenden, weiß bereiften Flecken ausgestattet (Pfeilspitzen in Abb. 3), die aber auch fehlen können. Als einzige mitteleuropäische Art der Gattung fehlen an allen fünf ersten Hinterleibssegmenten seitlich abstehende Tastborsten. Die Ausformung der Hinterleibsspitze ist für die Bestimmung besonders wichtig. Das fünfte Sternit ist am Hinterrand beim Männchen rund ausgeschnitten (Pfeilspitze Abb. 4). Das sechste Hinterleibssegment endet beim Männchen oberseits in vier zahnförmigen Spitzen, die ziemlich kurz sind. Die äußeren Zähne sind deutlich kürzer als die inneren und mit einer seitlich abgespreizten Sinnesborste endend (in Abb. 6 links hälftig grün getönt, die Sinnesborsten sind entfernt).
Beim Weibchen endet das sechste Tergit ebenfalls in vier Spitzen, die jedoch annähernd gleich lang sind und deutlich länger als die mittleren der Männchen (in Abb. 5 hälftig grün getönt). Das entsprechende Sternit ist beim Weibchen am Ende nicht in Spitzen ausgezogen, beim Männchen dagegen in zwei Spitzen endend (in Abb. 6 rechts 2 Pfeile, Sternit blau). Das 6. sichtbare Tergit und Sternit (die eigentlich dem 8. entsprechen) umfassen die beiden letzten Hinterleibsringe (in Abb. 6 rechts hälftig gelb und pink getönt).
Den Aedeagus mit zwei nicht miteinander verbundenen Parameren zeigt Abb. 7.

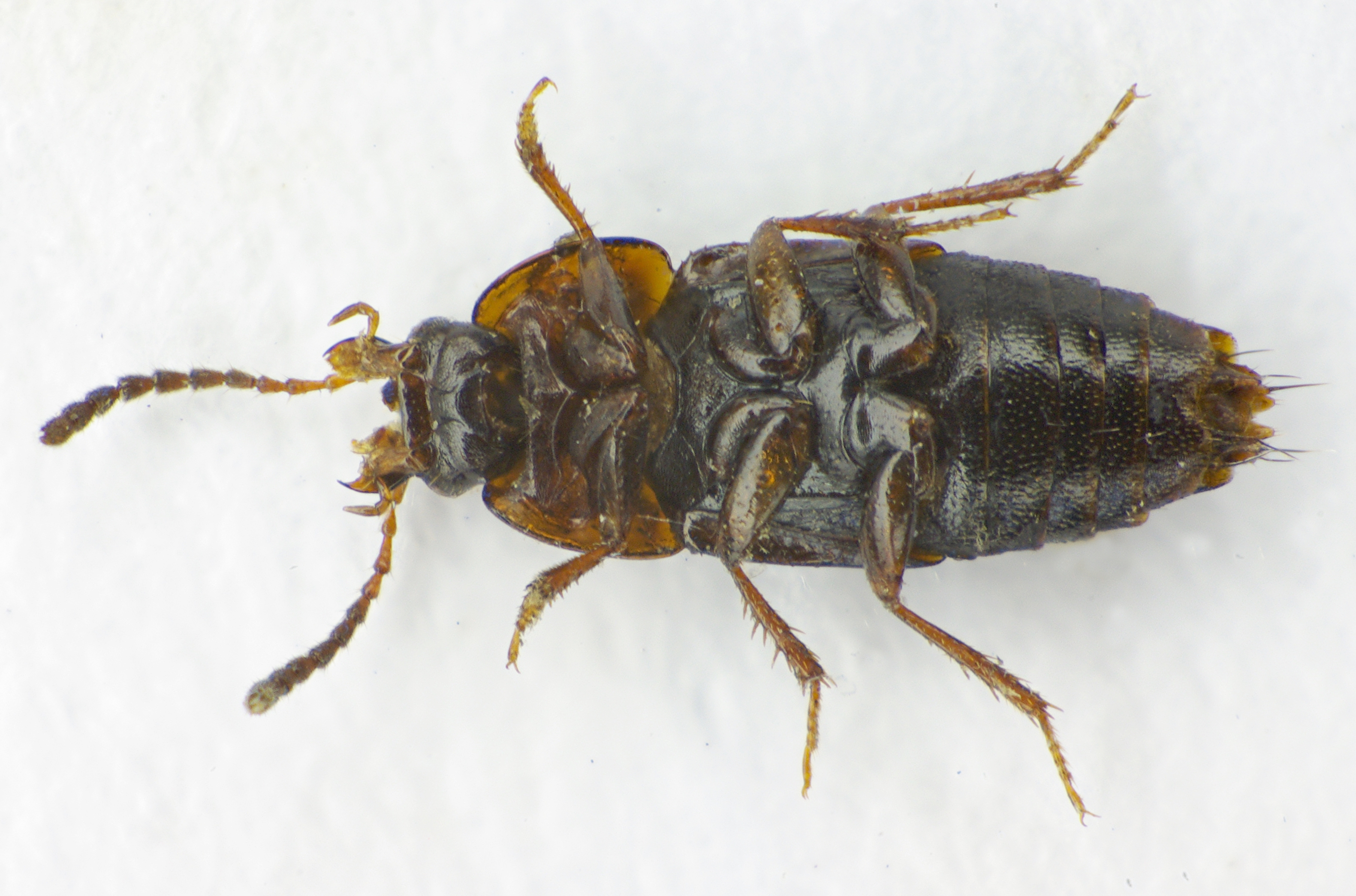
Abb. 1: Unterseite ♂
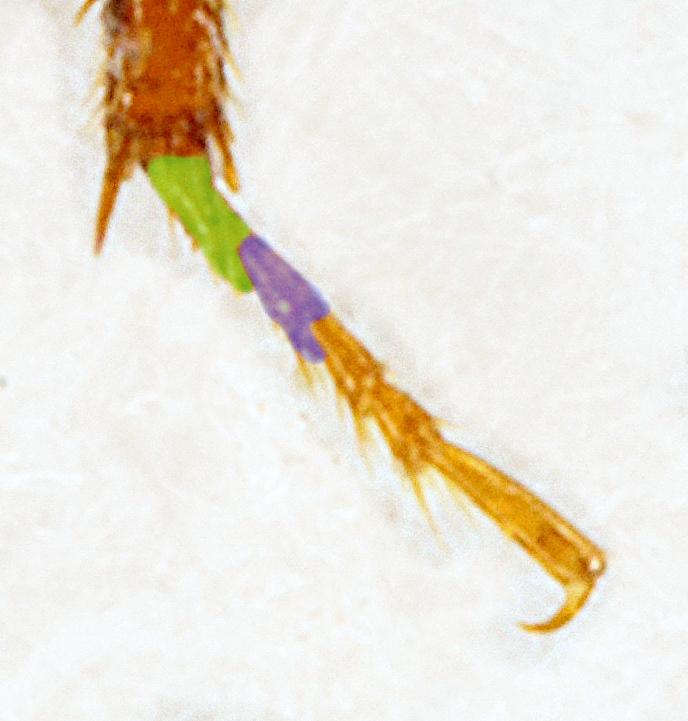
Abb. 2: Hintertarsus rechts, 1. Glied grün getönt, 2. Glied blau
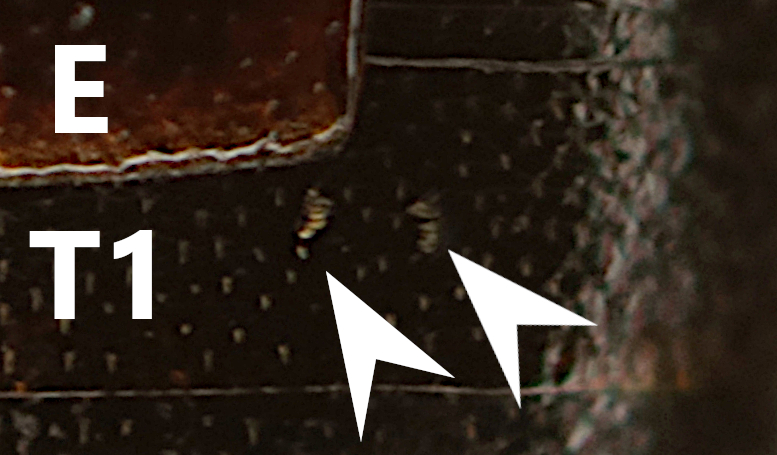
Abb. 3: E: linke Flügeldecke, T1: erstes sichtbares Tergit, 2 Pfeilspitzen auf bereifte Punkte
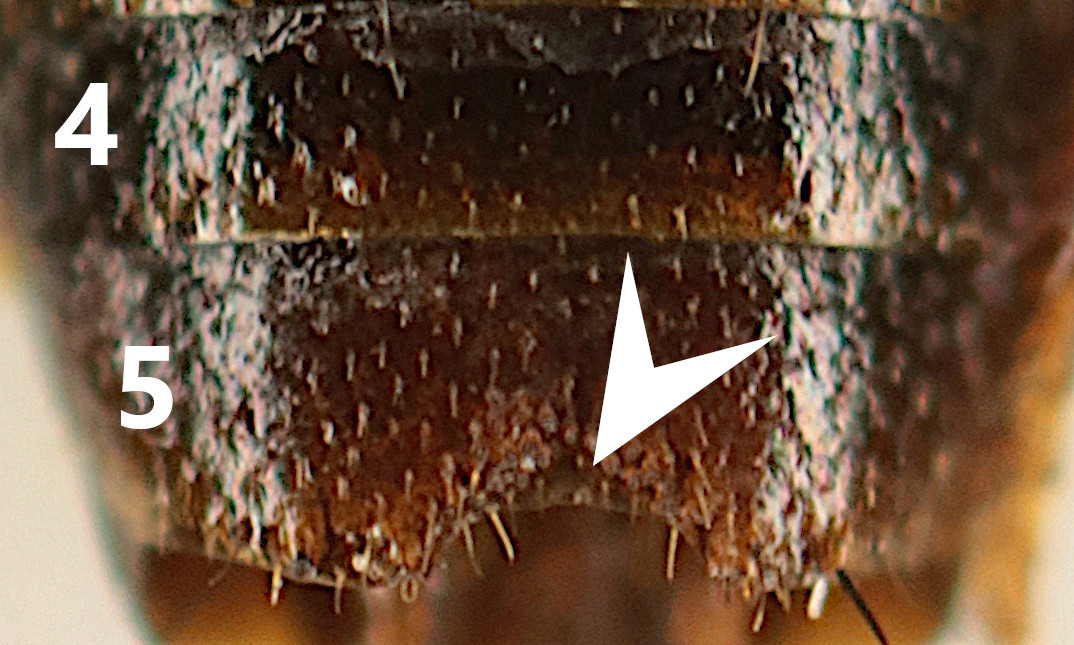
Abb. 4: 4, 5: 4. und 5. Sternit, Pfeilspitze auf Ausschnitt am Hinterrand des 5. Sternits
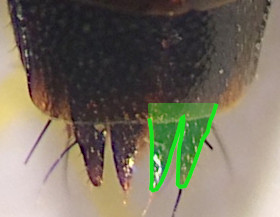
Abb. 5: Hinterleibsspitze des ♀, Aufsicht; grün getönt: 2 der vier Zähne am Hinterrand des sichtbaren 5. Tergits (nach Foto von Paul Hoekstra)
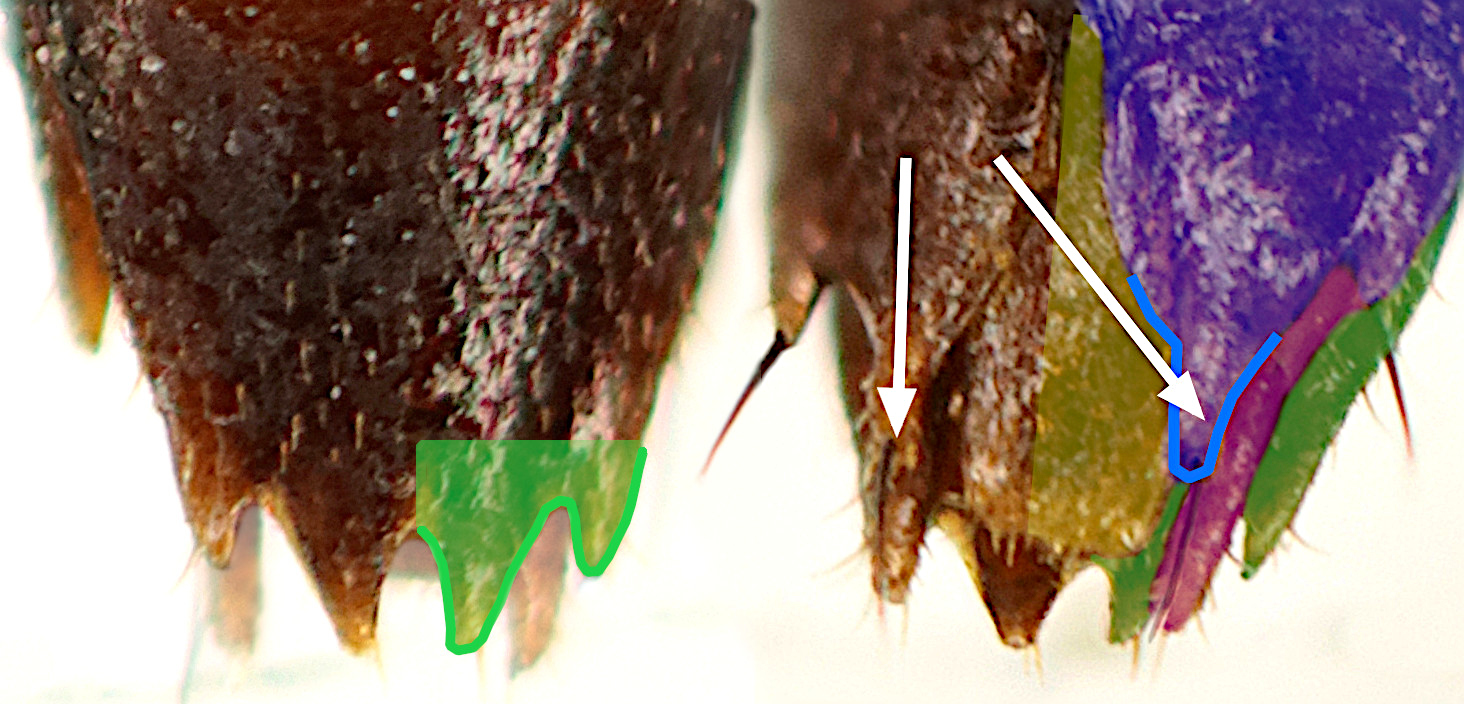
Abb. 6: Hinterleibsspitze des ♂, teilweise getönt; links Aufsicht, tiefer liegende Teile gebleicht, 2 der vier Zähne am Hinterrand des sichtbaren 5. Tergits grün; rechts Bauchseite: Pfeile auf Spitzen des 5 Sternits, blau: 5. Sternit, gelb letztes Segment, rot: vorletztes Segment, grün: 5. Tergit
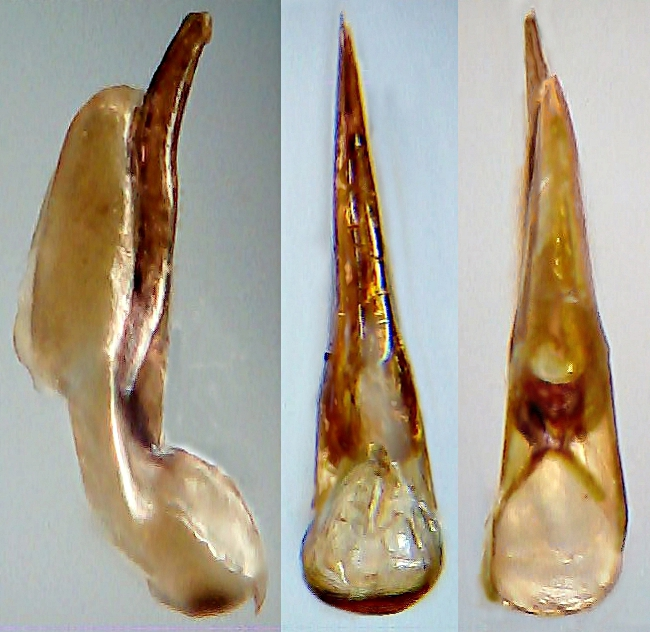
Abb. 7: Aedeagus, verschiedene Ansichten
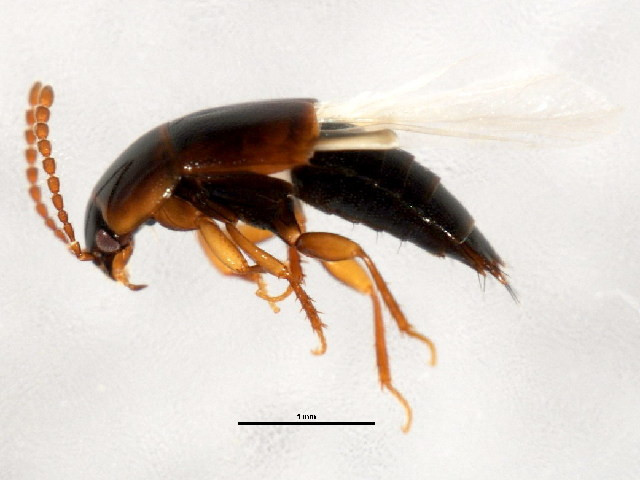
Abb. 8: Seitenansicht

## Larve und Puppe
Die Larve lebt wie der Käfer räuberisch. Man findet sie im Norden von Polen zwischen April und August, am häufigsten im Mai in verschiedenen Bodenarten, bevorzugt in humusreichen und feuchten Böden.
Die Larve wird im letzten (dritten) Stadium sieben Millimeter lang bei einer Breite von knapp einem Millimeter. Sie ist leicht abgeflacht und hellbraun, die Intersegmentalhäute weiß. Kopf Körper und Beine tragen hell- bis dunkelbraune abstehende Haare und Borsten. Der Kopf ist wenig länger als breit und stark abgerundet. Unter der Einlenkung der Fühler befinden sich beiderseits sechs gleich große Einzelaugen. Die beborsteten, kurzen Fühler sind dreigliedrig, dem mittleren Segment sitzt außer dem kleinen Endglied noch ein weiteres, sehr kleines Segment auf. Die Mandibeln tragen an der Basis zwei Borsten, unter der Spitze auf der Innenseite einen kleinen Zahn und darunter ist die Innenseite sehr fein gesägt. Die Maxillen sind nur einladig (die Galea ist reduziert), die Lacinia ist gut entwickelt und endet mit fünf Zähnchen. Der Maxillarpalpus ist dreigliedrig, das Endglied lang und spitz. Die Lippentaster sind zweigliedrig. Die drei Brustsegmente unterscheiden sich deutlich in der Form, das Pronotum ist relativ lang und etwa zwei Drittel mal so lang wie breit, das Mesonotum etwas breiter als das Pronotum und weniger als halb so lang wie breit, das Metanotum kaum breiter als die Mesonotum aber noch kürzer. Die Beine sind alle gleich gebaut, viergliedrig mit einer kleinen Kralle, auf der zwei winzige Borsten sitzen. Der Hinterleib besteht aus elf Segmenten, die Haare und Borsten sind hauptsächlich nach hinten abstehend. Die ersten Tergite sind kurz und breit und bis zum siebten Tergit werden sie nicht oder wenig länger und nur wenig breiter. Das achte Tergit ist schmäler und länger, das neunte noch länger und deutlich schmäler. Das neunte Segment trägt zwei zweigliedrige Urogomphi, zwischen denen das zehnte Tergit liegt. Auf der Unterseite des zehnten Segments wird zur Fortbewegung ein zweifingriges elftes Segment ausgestülpt.
Die Puppe ist knappe drei Millimeter lang bei einer Breite von gut einem Millimeter. Sie ähnelt schon sehr dem fertigen Käfer, insbesondere zeigt die Hinterleibsspitze die geschlechtsspezifischen Ausbildungen des Käfers (siehe oben).

## Biologie
Der Käfer ist gewöhnlich im Bodenstreu von Laub- und Mischwäldern an feuchten Stellen unter Steinen, im Moos, unter abgefallenem Laub und an alter Rinde zwischen Flechten zu finden. Die räuberisch lebende Art wurde jedoch ebenfalls an Pilzen, im Spülsaum von Flüssen, auf Salzwiesen, auf Ackerland, in der Tundra, auf Wiesen unter dem Dung von Weidetieren oder um frisch ausgebrachten Dung schwärmend, in Nestern von Kleinsäugern und Rebhühnern, in Ameisennestern und an Aas von Vögeln und Säugern gefunden. Zwei ökologische Studien ergaben, dass der Ubiquist Überflutungsflächen mit Salzwasser meidet und dass er am Waldrand wesentlich häufiger auftritt als im Innern des Waldes.
Der Käfer kommt von der Ebene (z. B. Niederlande) bis ins Gebirge vor. Im Frühjahr und besonders im Herbst ist er häufiger. Seine Entwicklung ist einjährig. Die Fortpflanzung erfolgt im Herbst, die Überwinterung erfolgt als fertig entwickelter Käfer oder in einem früheren Entwicklungsstadium.

## Verbreitung
Die Art ist in ganz Mittel- und Nordeuropa einschließlich Island verbreitet. Nach Osten ist sie bis nach Sibirien zu finden. 1967 wurde der Käfer in Kanada nahe Montreal entdeckt, in den Folgejahren breitete er sich von dort aus nach Westen aus und ist inzwischen auch in der USA heimisch.